# アルカメネス (彫刻家)

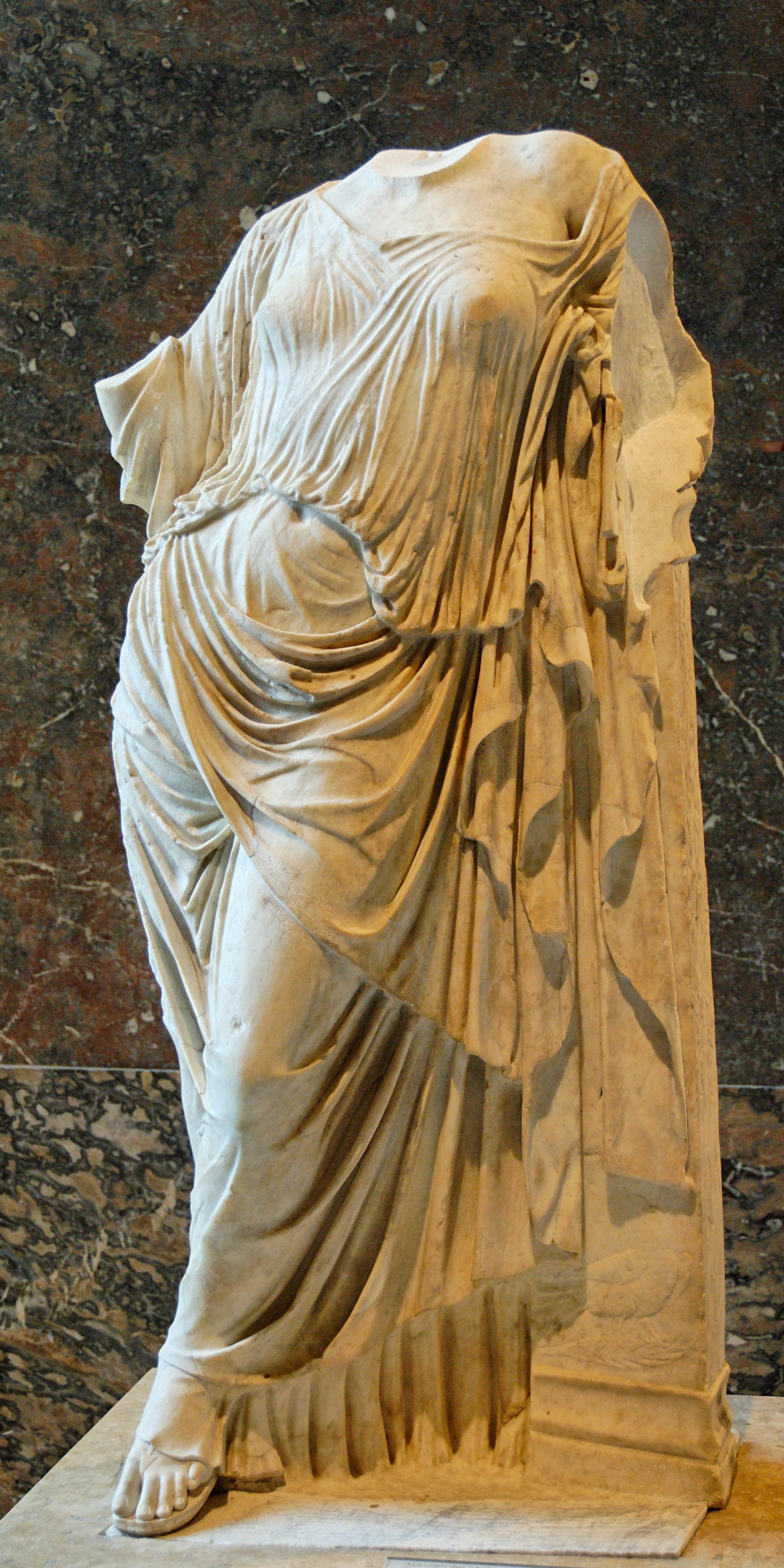
「柱に寄りかかるアフロディーテ」（ルーブル美術館蔵）。アルカメネス作品のコピーと言われている。

アルカメネス（古希: Ἀλκαμένης, Alcamenēs）は、古代ギリシャの彫刻家。リムノス島で生まれ、ペイディアスとほぼ同時代の紀元前5世紀ごろにアテネで活躍した。
繊細な技巧が高く評価されており、ルーブル美術館の「柱に寄りかかるアフロディーテ」はその複製とされる。